# Sulniac
Sulniac (en bretó Sulnieg) és un municipi francès, situat a la regió de Bretanya, al departament d'Ar Mor-Bihan. L'any 2006 tenia 2.898 habitants.

## Demografia
| 1962                                       | 1968  | 1975  | 1982  | 1990  | 1999  |
| ------------------------------------------ | ----- | ----- | ----- | ----- | ----- |
| 1.093                                      | 1.144 | 1.404 | 1.640 | 2.019 | 2.209 |
| Des de 1962: població sense dobles comptes |       |       |       |       |       |

## Administració
| Període              | Identitat         | Partit                       |
| -------------------- | ----------------- | ---------------------------- |
| març 1977-març 2014  | Pierre Le Droguen | PS, després esquerra diversa |
| març 2014-actualitat | Marylène Conan    | esquerra diversa             |